# 南彩乃 (競輪選手)
南 彩乃（みなみ あやの、1998年1月1日 - ）は、群馬県出身の女子競輪選手。旧姓、小林（こばやし）。日本競輪選手会和歌山支部所属（デビュー当初は群馬支部所属）、ホームバンクは和歌山競輪場。日本競輪学校（当時。以下、競輪学校）第112期生。師匠は櫻井学（84期）。

## 経歴
中学校時代は新体操をしていたが、父親が趣味で乗っていたロードバイクに憧れ、ロードバイクを買ってもらったことを機に本格的に自転車競技を始めた。
前橋工業高校に入学し自転車部に入部、2015年JOCジュニアオリンピックカップ自転車競技大会女子ジュニア 2km個人パーシュート2位などの実績を残した。
2016年1月14日、競輪学校第112回技能試験に合格。在校競走成績は11位（1勝）。卒業記念レースは7着。
2017年7月15日、小林 彩乃の登録名で前橋競輪場にてデビューし6着。初勝利は2018年10月3日の弥彦競輪場で挙げた。
2020年1月29日、同じく競輪選手である南潤と結婚、現在の南姓となった。その後妊娠したため産休に入り、11月11日に長男を出産。
2021年12月25日付で夫が所属する和歌山支部に移籍し、併せて登録名を現姓に合わせる形で南 彩乃に変更した。
2022年4月8日からの岸和田FIIにて2年ぶりにレース復帰、復帰戦となる予選１を3着とした。

## メディア出演
- 世界の果てまでイッテQ! 『2時間SP木村佳乃1年ぶり参戦！！人生初一人ロケで大暴れ＆デヴィ出川』 - 2022年4月3日放送分。夫婦で出演[7]